# Actuacions de Pink Floyd
Pink Floyd van ser pioners en l'experiència de la música en viu, famosos pels seus espectacles d'escenari que combinen intenses experiències visuals amb la música per crear un espectacle en què els mateixos artistes són gairebé secundaris. La combinació de música i efectes visuals de Pink Floyd va fixar l'estàndard per als músics del món del rock. A més de les imatges, Pink Floyd va establir normes de qualitat de so amb l'ús innovadors efectes de so i sistemes d'altaveus quadrafònics.

## Efectes especials
A més de la música, sens dubte el més important i sens dubte la part més complicada de qualsevol actuació en viu de Pink Floyd és el que té a veure amb els efectes especials.
| «                | 'Yes, we did all sorts of strange things, you know, for live concerts as well, we used to make up tapes for the audience to come in by. We had one half-hour long tape, which we'd play for the half an hour the audience was coming in just before we started our show, and things like that. Just tapes of bird noises in quad--quadraphonic sound, you know, with birds singing, and pheasants taking off in the distance, and swans taking off from water, a tractor driving down one side of the room, and an airplane going over the top, and all these things carrying on, all just from just different sound effects records, you just stick them in and you--you create a type of mood.' | » |
| — David Gilmour, | |   |

## Principals gires i concrets
- 30 setembre 1966 - The All Saints Church Hall Concert - International Times Benefit Show
- 29–30 abril 1967 - Concerts al The 14 Hour Technicolour Dream
- 12 maig 1967 - concert Games For May
- 4-12 novembre 1967 - 1r US Tour
- 29 juny 1968 - concert al Midsummer High Weekend
- juliol - agost 1968 - A Saucerful of Secrets US Tour
- maig - setembre 1969 - The Man and the Journey Tour
- 27 juny 1970 - Concert al Bath Festival
- setembre 1970 - octubre 1971 - Atom Heart Mother World Tour
- octubre - novembre 1971 - Meddle Tour
- gener 1972 - novembre 1973 - Dark Side of the Moon Tour
- juny 1974 - French summer Tour
- novembre - desembre 1974 - British winter Tour
- abril - juliol 1975 - Wish You Were Here Tour
- gener - juliol 1977 - In The Flesh Tour promocionant Animals
- febrer 1980 - juny 1981 - The Wall 1980-1981 (Is There Anybody Out There? The Wall Live 1980-81)
- setembre 1987 - agost 1988 - A Momentary Lapse of Reason Tour (as documented by Delicate Sound of Thunder)
- maig 1989 - juliol 1989 - Another Lapse Tour
- 30 juny 1990 - Concert al Knebworth Festival
- març - octubre 1994 - The Division Bell Tour (as documented by Pulse)
- juliol 2005 - Concert al Live 8
- 10 maig 2007 - Concert de tribut a Syd Barrett